# Jakob Thorvaldsson
Jakob Thorvaldsson, född 6 februari 1988, är en svensk friidrottare (höjdhoppare) som tävlar för IFK Lidingö. 

## Personliga rekord
| Utomhus - Höjdhopp: 2,20 (Arvika 31 juli 2016) - Spjut: 56,59 (Karlstad 19 maj 2018) | Inomhus - Höjdhopp: 2,13 (Göteborg 23 februari 2014) |